# 聖安娜餅屋

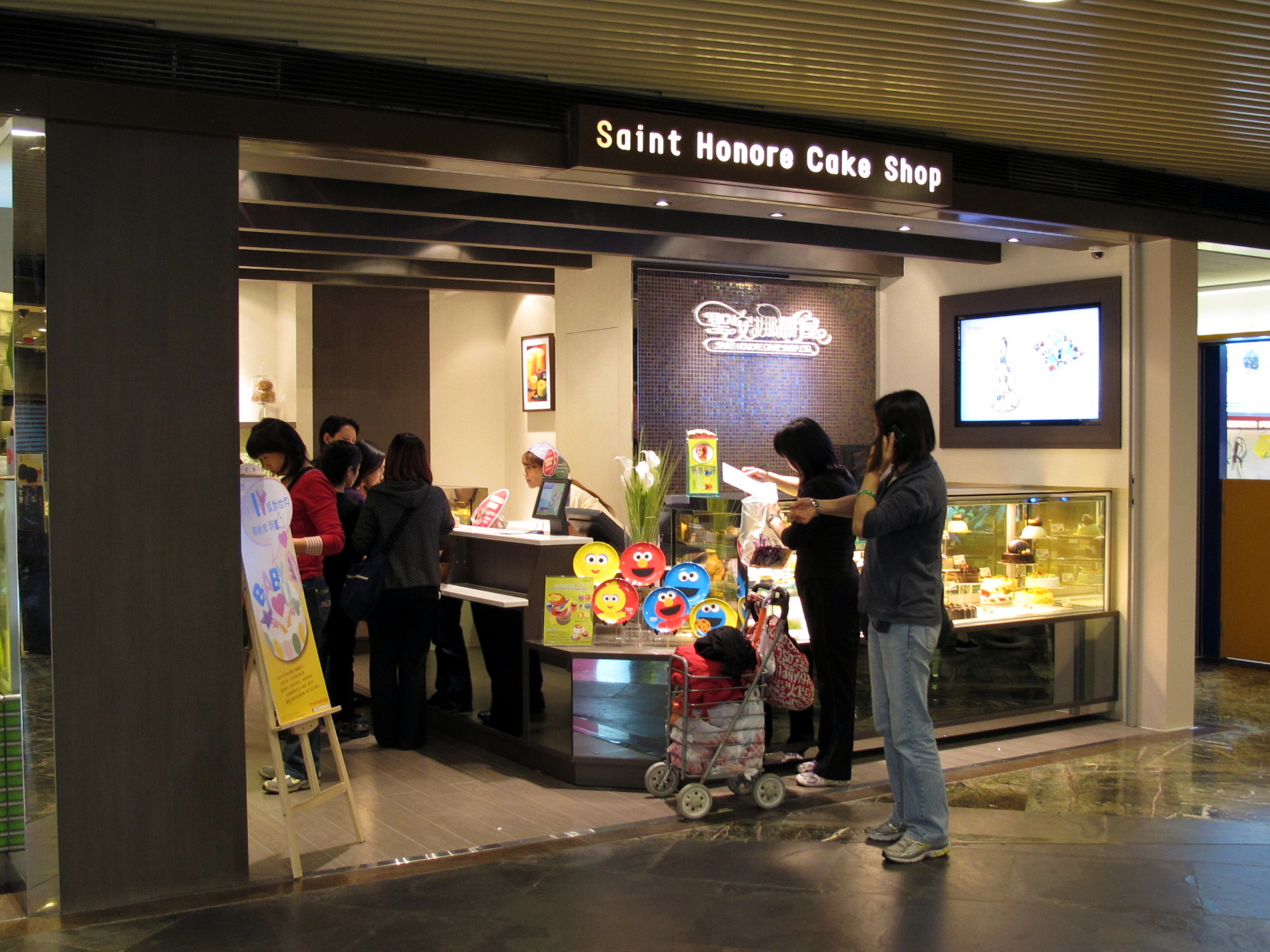
聖安娜餅屋於旺角朗豪坊分店

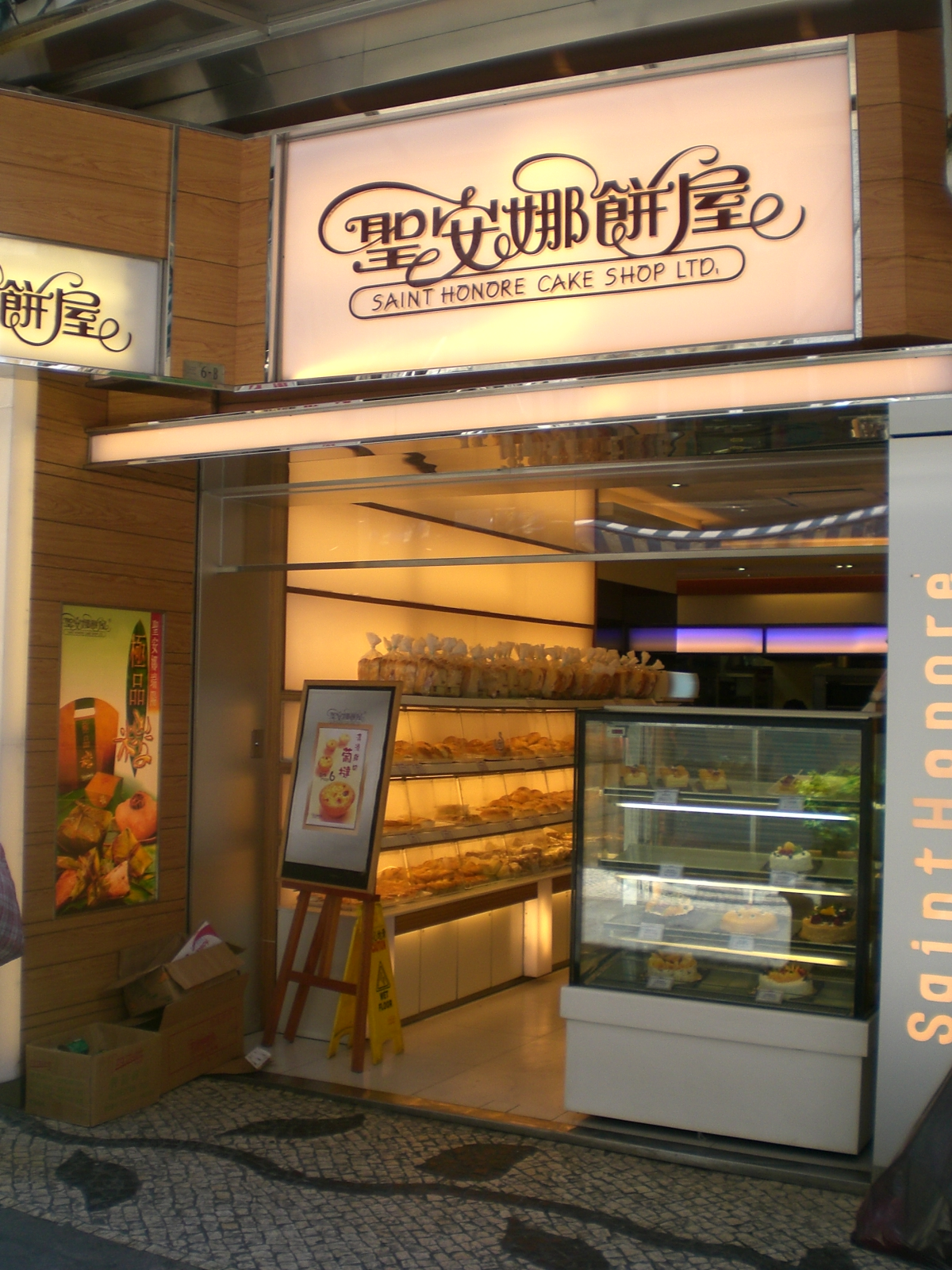
澳門分店

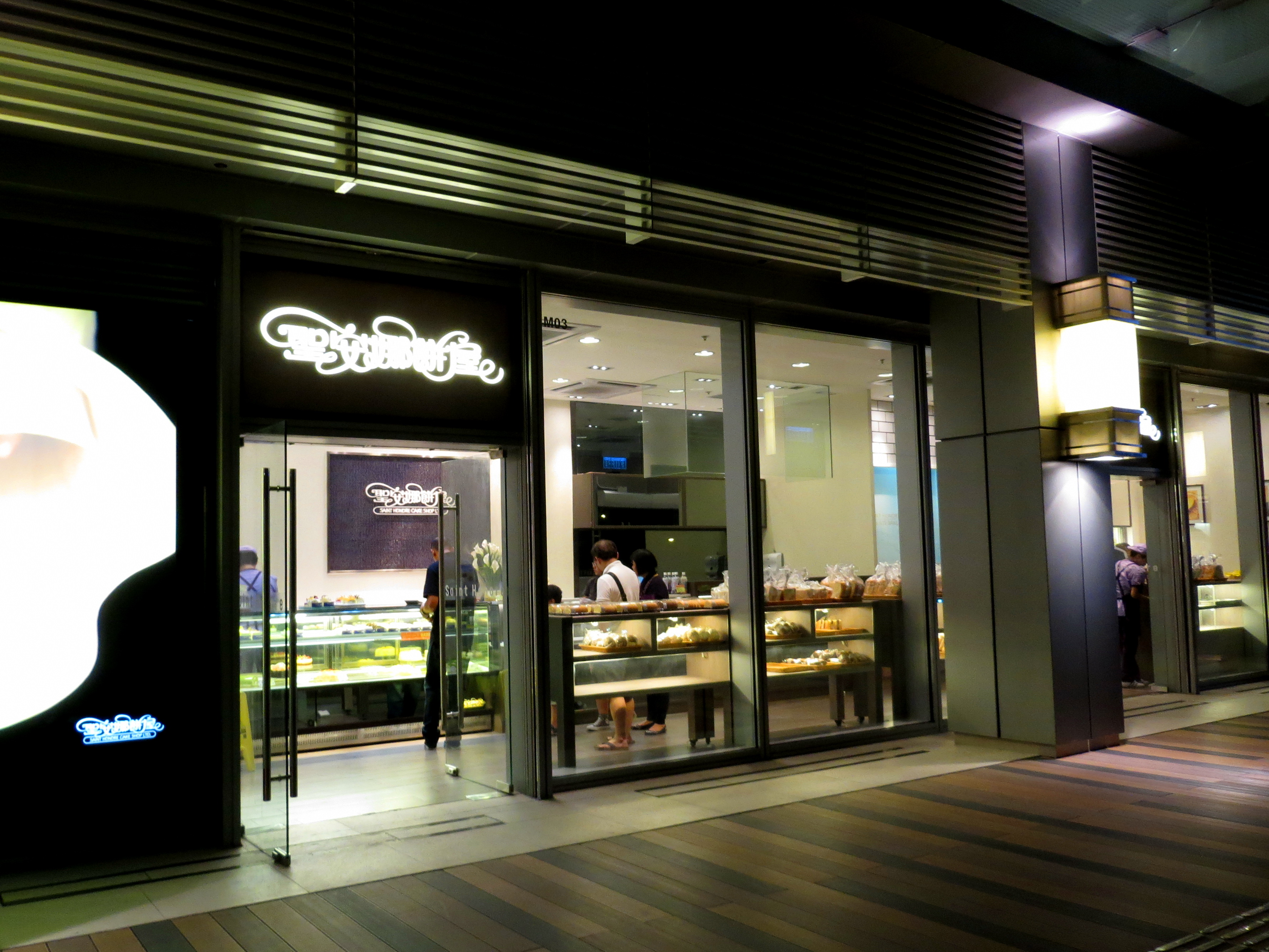
油塘大本型分店

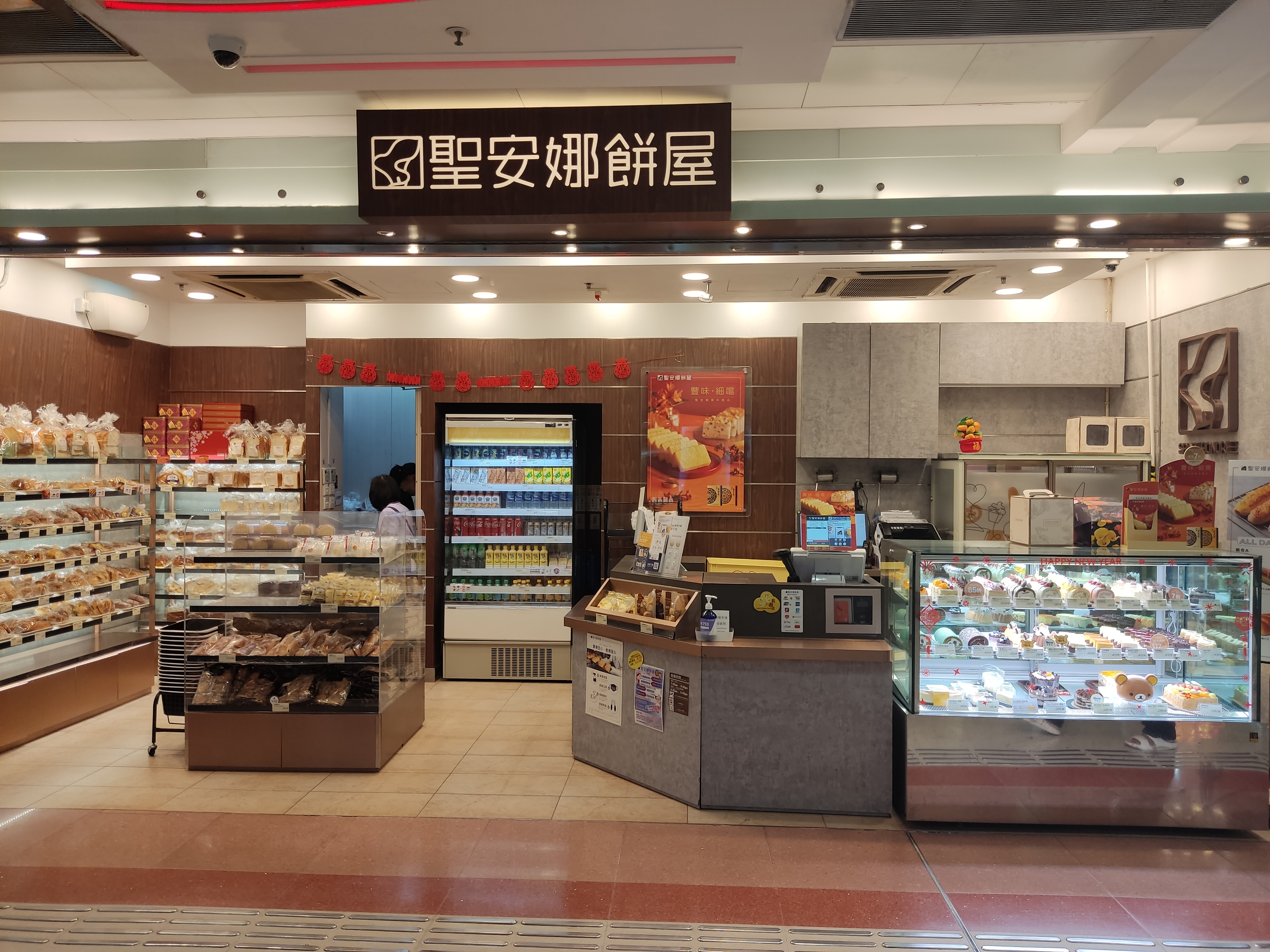
調景嶺都會駅分店（採用全新形象設計）

聖安娜餅屋是香港一家售賣麵包及西餅的連鎖店，成立於1972年，1991年在香港聯合交易所上市（前港交所上市編號：0192），香港店舖共115間、廣州26間、澳門12間、合共153間。

## 歷史
聖安娜餅屋在1972年於香港島跑馬地開設其第一間分店。以前主要的分店集中香港島、九龍一帶。1985年，聖安娜餅屋先後於荃灣沙咀道及沙田新城市廣場開設新界西及新界東首間分店。
1991年，聖安娜餅屋由香港飲食管理有限公司（前身為八佰伴飲食）（港交所：0668）收購，成為其附屬機構。
1992年，聖安娜餅屋於澳門開設首間分店，同年開始設立其月餅品牌，推銷至香港、北美洲及中國大陸的市場。
1993年，聖安娜餅屋於九龍九龍灣開設生產工場，1995年則亦於中國廣東省深圳市設立生產工場。
1999年，聖安娜餅屋開設首間中式食肆小城知味，售賣中式小食。
2007年1月，利豐旗下的利亞零售（港交所：0831）全面收購聖安娜餅屋股份，成功將其私有化。
截至2021年6月30日，聖安娜餅屋共有121間分店。

## 產品
聖安娜餅屋售賣多款麵包，當中不少為日式麵包，此外也售賣蛋撻、蛋糕和西餅。其牛油蛋撻為橢圓形設計，成為該公司的特色產品。聖安娜餅屋也推出各種節日產品，如賀年禮盒、粽及月餅等。

### 品质
2014年，有不少香港市民投訴連鎖餅店的麵包縮水，有媒體記者分別在不同地方的六間連鎖麵包店及一間麵包小店，隨機購買餡包调查，其中将不同五間店買到的兩款蜜汁叉燒包及吞拿魚包切開作比拼，量度由麵包內側頂部至餡料面的高度，結果發現聖安娜兩款麵包的空心程度最嚴重，當中蜜汁叉燒包空心位置高度長達3厘米，而且在五個同款麵包中重量最輕；聖安娜另一款吞拿粟米蘑菇包，空心高度亦達2厘米。

## 謠傳結業
1997年11月24日下午，聖安娜餅店被謠傳員工收到解僱信，當日不用上班。結業的消息瞬間傳到香港不同角落，不少市民吸取「翡翠印花」（由八佰伴發出，倒閉後變成廢紙）的教訓，紛紛到聖安娜分店排隊擠兌餅卡，將餅卡全部拿來換餅。結果造成多間分店出現混亂場面，旺角餅店一名職員分餅時更體力不支暈倒，需送院處理。其後八佰伴國際飲食有限公司發聲明表示將更名為「香港飲食管理有限公司」，而市面傳出聖安娜餅店倒閉的消息實屬謠言。